# Камилли, Дольф
Адольф Луис Камилли (англ. Adolph Louis Camilli, 23 апреля 1907, Сан-Франциско, Калифорния — 21 октября 1997, Сан-Матео, Калифорния) — американский бейсболист, игрок первой базы. Играл в Главной лиге бейсбола с 1933 по 1945 год. Дважды принимал участие в Матче всех звёзд лиги. В 1941 году был признан Самым ценным игроком Национальной лиги.

## Биография

### Ранние годы
Адольф Камилли родился 23 апреля 1907 года в Сан-Франциско. Его отец, Алеццио, переехал в США из итальянской провинции Анкона в 1899 году. Со своей будущей супругой Альбеной Тацци он познакомился в городе Айрон-Маунтин в Мичигане. После землетрясения 1906 года их семья переехала в Калифорнию вместе с другими рабочими, задачей который было восстановление города. У Дольфа был старший брат Франческо, который был боксёром и скончался в 1930 году от кровоизлияния в мозг после нокаута в одном из боёв.
Алеццио много пил и Дольф с Франческо, подростками работавшие в продуктовом магазине, часто ночевали там же на складе. Когда старший брат нашёл другую работу, Дольф попросил приюта и в дальнейшем жил в церкви. Он также учился в католической школе Пресвятого Сердца. Дольф с детства играл в бейсбол и в 1926 году получил возможность начать профессиональную карьеру.
Он начал выступления в команде С-лиги из Логана, а также играл за «Сан-Франциско Силс» в Лиге Тихоокеанского побережья. В 1928 году он перешёл в «Солт-Лейк-Сити Бис», за которых отбивал с показателем 33,3 %. Благодаря удачному выступлению Дольф получил приглашение в «Сакраменто Солонс», которые играл в лиге уровнем выше. В Сакраменто Камилли играл с 1929 по 1933 год. В двух последних сезонах он выбивал не менее 200 хитов и получил приглашение в «Чикаго Кабс».

### Главная лига бейсбола
9 сентября 1933 года Дольф дебютировал в МЛБ. В своей первой игре он не сумел реализовать ни одного выхода на биту из шести. На следующий день он выбил двухочковый хоум-ран, принесший «Кабс» победу над «Филадельфией». До конца сезона Камилли сыграл в шестнадцати матчах. В 1934 году он провёл в составе «Чикаго» тридцать две игры, после чего был обменян в «Филлис» на Дона Херста.
«Филадельфия» в тот период была небогатой командой, вынужденной регулярно продавать своих лучших игроков. Дольф был недоволен обменом, так как считал что в «Кабс» он мог бы бороться за чемпионство. Он даже высказывал намерение закончить выступления, но главный тренер команды Джимми Уилсон уговорил его, пообещав большее количество игрового времени. 
В первом сезоне в составе «Филлис» Камилли провёл сто два матча, выбив сто хитов, двадцать даблов, три трипла и двенадцать хоум-ранов. В 1935 году Дольф отбил уже двадцать пять хоум-ранов, став лидером лиги по числу сыгранных матчей. Каждый последующий сезон он проводил лучше предыдущего. Показатель отбивания 33,9 %, показанный им в 1937 году, стал рекордным для первых базовых «Филадельфии» в XX веке.
Каждый год он высказывал недовольство условиями контракта. Вкупе с задержкой зарплаты это привело к обмену Камилли в «Бруклин Доджерс». «Филлис» получили за него 45 тысяч долларов и аутфилдера Эдди Моргана, который не сыграл за команду ни одного матча.
Подписание контракта с Камилли стало первым шагом к строительству новой команды «Доджерс». Клуб не выигрывал Национальную лигу в течение двадцати одного года, падала посещаемость игр. Дольф провёл в составе «Бруклина» пять с половиной лет. За это время он дважды приглашался для участия в Матче всех звёзд, а в 1941 году стал лидером Национальной лиги по числу выбитых хоум-ранов (34) и Самым ценным её игроком. В том же сезоне «Доджерс» стали победителями лиги, но в Мировой серии они проиграли «Нью-Йорк Янкис» со счётом 1:4. Камилли сыграл во всех пяти играх серии, но отбивал с показателем всего 16,7 %.
В июле 1943 года его обменяли в «Нью-Йорк Джайентс» — одного из самых принципиальных соперников «Доджерс». Дольф был возмущён этим обменом и не явился в расположение команды. Вместо этого он уехал на своё ранчо в Калифорнию и провёл там оставшуюся часть сезона.
В декабре «Джайентс» обменяли права на Камилли в клуб младшей лиги «Окленд Оукс». В новой команде он исполнял роль играющего тренера и провёл на поле сто тринадцать игр чемпионата, приведя команду к третьему месту. В сезоне 1945 года за «Оукс» Дольф выходил на биту всего семнадцать раз, ещё одну игру он провёл в качестве питчера. В июне его уволили. Получивший статус свободного агента, Камилли подписал контракт с «Бостон Ред Сокс», которые, как и другие клубы лиги, испытывали недостаток игроков из-за продолжавшейся войны. До конца чемпионата он сыграл в шестидесяти трёх матчах и в декабре покинул команду. 

### После завершения карьеры
Дольф трижды возглавлял различные команды младших лиг, но значительных успехов не добился. В течение двадцати пяти лет он занимался поиском молодых игроков для «Янкис», «Атлетикс» и «Энджелс». В 1971 году Камилли вышел на пенсию. У них с супругой было пять сыновей и две дочери. Один из них, Дуг, играл кэтчером за «Доджерс» и «Вашингтон Сенаторз».
Он скончался 21 октября 1997 года в Сан-Матео. 